# Rudolf VI. (Baden)

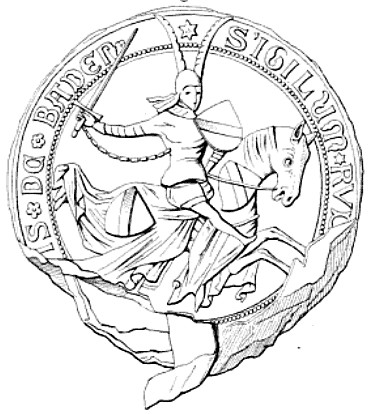
Reitersiegel Markgraf Rudolf VI. von Baden

Markgraf Rudolf VI. von Baden († 21. März 1372), genannt „der Lange“ (oder auch der Große), war von 1353 bis 1372 regierender Markgraf von Baden und Graf von Eberstein.

## Leben
Markgraf Rudolf VI. ist der Sohn von Markgraf Friedrich III. von Baden (* um 1327; † 2. September 1353) und Margareta von Baden († 1. September 1367).
1353 trat Rudolf die Nachfolge seines Vaters an. Im gleichen Jahr war schon sein Vetter verstorben, der Markgraf von Baden zu Eberstein, Hermann IX. dessen Erbprinz, Friedrich IV. bereits vor ihm gestorben war, so dass nun Rudolf auch Hermann IX. beerbte.
1361 starb auch Rudolfs Onkel, Rudolf V., so dass unter Rudolf VI. die Markgrafschaft Baden wieder vereint war, da die anderen Linien erloschen waren. Unter seiner Regentschaft wurden die Markgrafen von Baden erstmals als Reichsfürsten anerkannt.
Markgraf Rudolf VI. war verheiratet mit Mechthild von Sponheim († 1. November 1410). Aus dieser Ehe gingen folgende Kinder hervor:
- Bernhard (* 1364; † 5. April 1431), regierender Markgraf
- Rudolf († 1391)
- Matilde (Mechthildis) († 3. August 1425 in Schleusingen) ⚭ 4. Juli 1376 Graf Heinrich von Henneberg (* 1350; † 26. Dezember 1405)